# قانون الحقوق المدنية لعام 1957

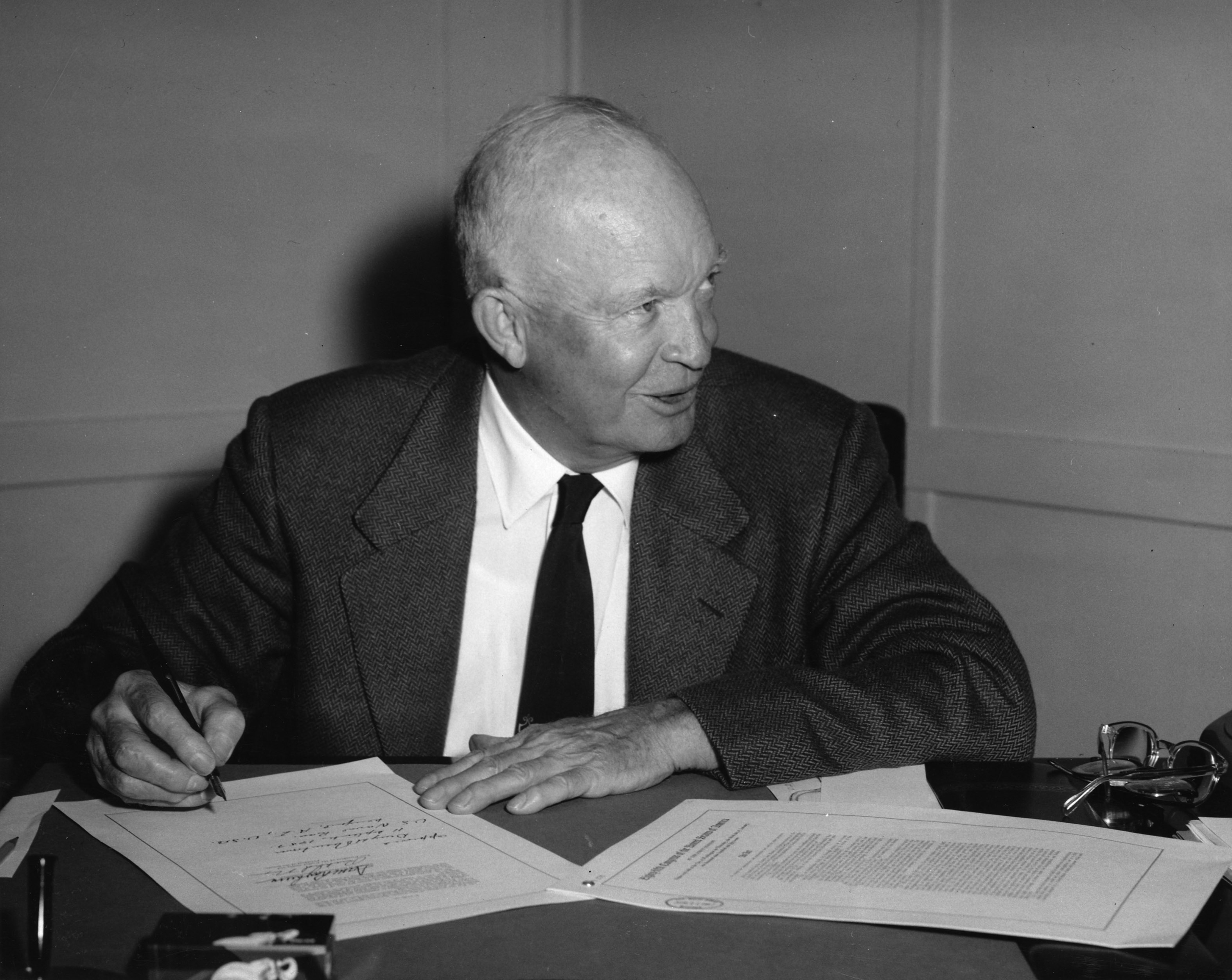
صورة الرئيس دوايت أيزنهاور وهو يوقع قانون الحقوق المدنية لعام 1957 في مكتبه بالقاعدة البحرية في نيوبورت، رود آيلاند

يُعدّ قانون الحقوق المدنية لعام 1957 (بالإنجليزية: Civil Rights Act of 1957) أول تشريع أو قانون اتحادي ينادي بالحقوق المدنية للمواطنين يقرّه كونغرس الولايات المتحدة منذ قانون الحقوق المدنية لعام 1875. أقرّ كونغرس الولايات المتحدة الخامس والثمانين مشروع القانون ثم وقّع عليه الرئيس دوايت أيزنهاور في 9 سبتمبر من عام 1957.
وقد كان الحكم الذي أصدرته المحكمة العليا في عام 1954 في قضية براون ضد مجلس التعليم سببًا في توجيه اهتمام الجمهور إلى مسألة القضاء حول مشكلة التمييز العنصري في المدارس إذ بدأ زعماء الديمقراطيين الجنوبيين بشنّ حملةٍ هدفها «المقاومة واسعة النطاق» ضد ممارسات القضاء بسبب التمييز العنصري. في خضم هذه الحملة، اقترح الرئيس أيزنهاور مشروع قانون للحقوق المدنية يهدف إلى توفير الحماية الفيدرالية لحق التصويت للأمريكيين الأفارقة؛ إذ كان معظم الأمريكيين الأفارقة في جنوب الولايات المتحدة محرومين بشكل كامل من ممارسة مختلف قوانين الولايات والقوانين المحلية أيضًا. على الرغم من أن قانون الحقوق المدنية أقرّه الكونغرس الأمريكي، إلا أن معارضي هذا القانون تمكنوا من إلغاء عدة أحكام وقوانين أخرى، ما حدَّ من انتشار أثره المباشر. أثناء الجدل حول القانون، قام السيناتور ستروم ثورموند بأطول مماطلة سياسية في تاريخ مجلس الشيوخ.
على الرغم من التأثير المحدود على مشاركة الناخبين من الأمريكيين الأفارقة، فقد أنشأ قانون الحقوق المدنية لعام 1957 لجنة خاصة معنية بالحقوق المدنية وأيضًا شعبة الحقوق المدنية التابعة لوزارة العدل في الولايات المتحدة. أصدر الكونغرس فيما بعد عدة قوانين للحقوق المدنية اعتُبرت أكثر فعالية بكثير ومشابهة لنمط قانون الحقوق المدنية لعام 1960 وقانون الحقوق المدنية لعام 1964 وقانون حقوق التصويت لعام 1965.

## الخلفية
في أعقاب قرار المحكمة العليا في قضية براون، التي انتهت بقرار دمج المدارس العامة، أو ما يُسمى أيضًا بإلغاء التمييز العنصري. بعد ذلك، بدأ البيض في الولايات الجنوبية بشنّ حملة تهدف إلى «المقاومة واسعة النطاق». تصاعدت أعمال العنف ضد السُّود؛ وخاصة في ليتل روك، أركنساس، حيث أمر الرئيس دوايت أيزنهاور الجنود المظليين من الوحدة 101 أيوربون بحماية تسعة مراهقين من السُّود الذين تمّ دمجهم في مدرسة عامة، وكانت هذه هي المرة الأولى التي تنتشر فيها القوات الاتحادية في الجنوب لتسوية قضايا الحقوق المدنية منذ عصر إعادة الإعمار. في محاولة جزئية لنزع فتيل الدعوات إلى المزيد من الإصلاحات بعيدة المدى، اقترح الرئيس أيزنهاور مشروع قانون الحقوق المدنية، والذي من شأنه أن يدعم قضية حماية حق التصويت للأمريكيين الأفارقة.
بحلول عام 1957، سُجّل نحو 20% فقط من السُّود ممن يحق لهم التصويت. وعلى الرغم من أن السُّود هم الأغلبية في العديد من المقاطعات وعلى وجه التحديد مقاطعات الكونغرس في الجنوب، فقد تم حرمانهم فعليًا من حق التصويت بسبب القواعد والقوانين التمييزية لتسجيل الناخبين في تلك الولايات منذ أواخر القرن التاسع عشر وأوائل القرن العشرين والتي تم إقرارها ونشرها بكثافة من قِبَل الديمقراطيين الجنوبيين. وقد جمعت منظمات الحقوق المدنية العديد من الأدلة التي توضح الممارسات التمييزية والعنصرية، مثل إدارة اختبارات الإلمام بالقراءة والكتابة والفهم وضرائب الاستطلاع. في حين كان للولايات الحق في وضع قواعد خاصة لتسجيل الناخبين وأصوات الانتخابات، إلا أن الحكومة الفيدرالية قد وجدت دورًا إشرافيًا في ضمان تمكين المواطنين من ممارسة الحق الدستوري في التصويت لصالح قوات الاتحاديين: الناخبون للرئيس ونائب الرئيس وأعضاء الكونغرس الأمريكي.